# Geckenheim

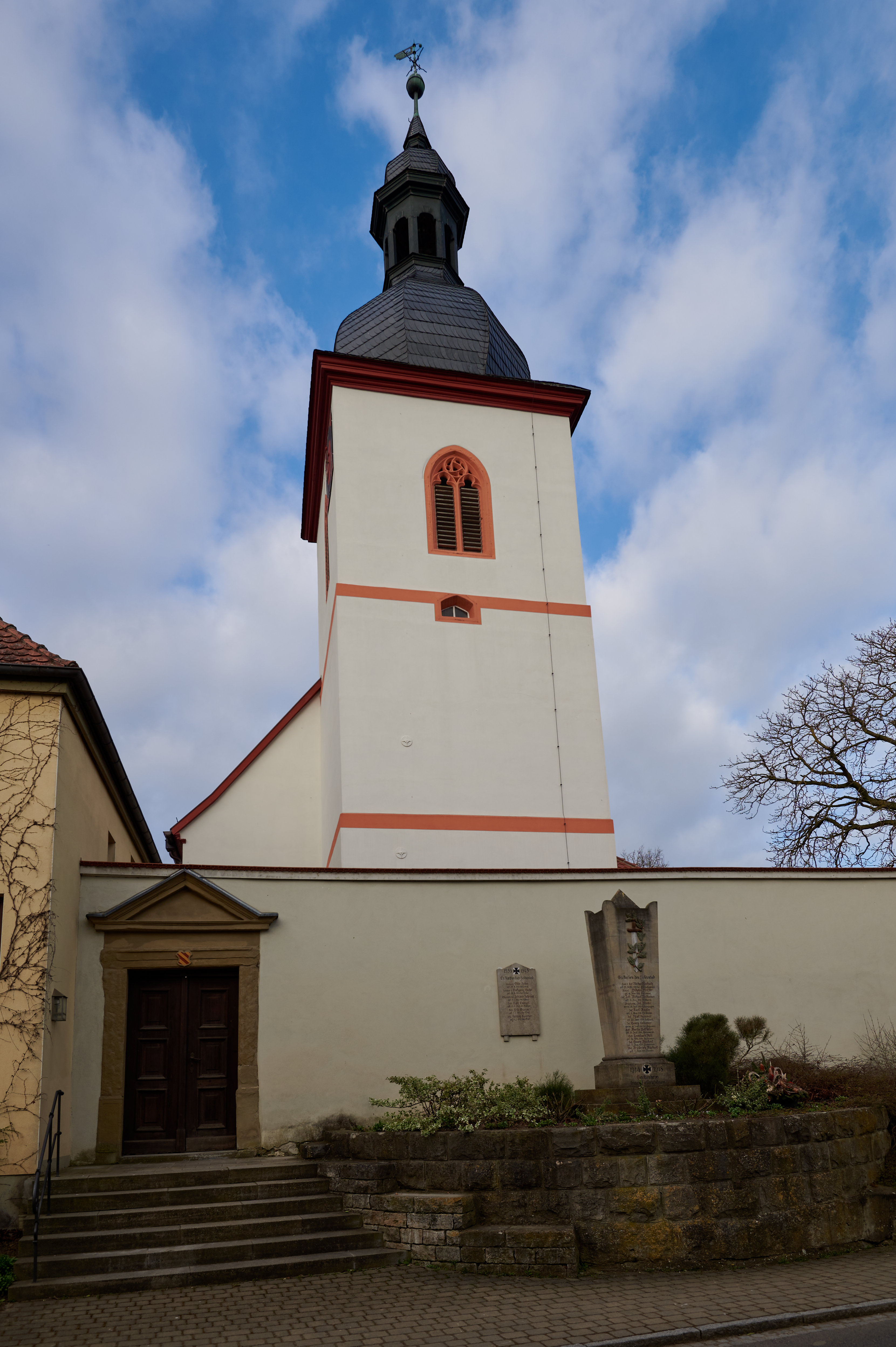
St. Georg

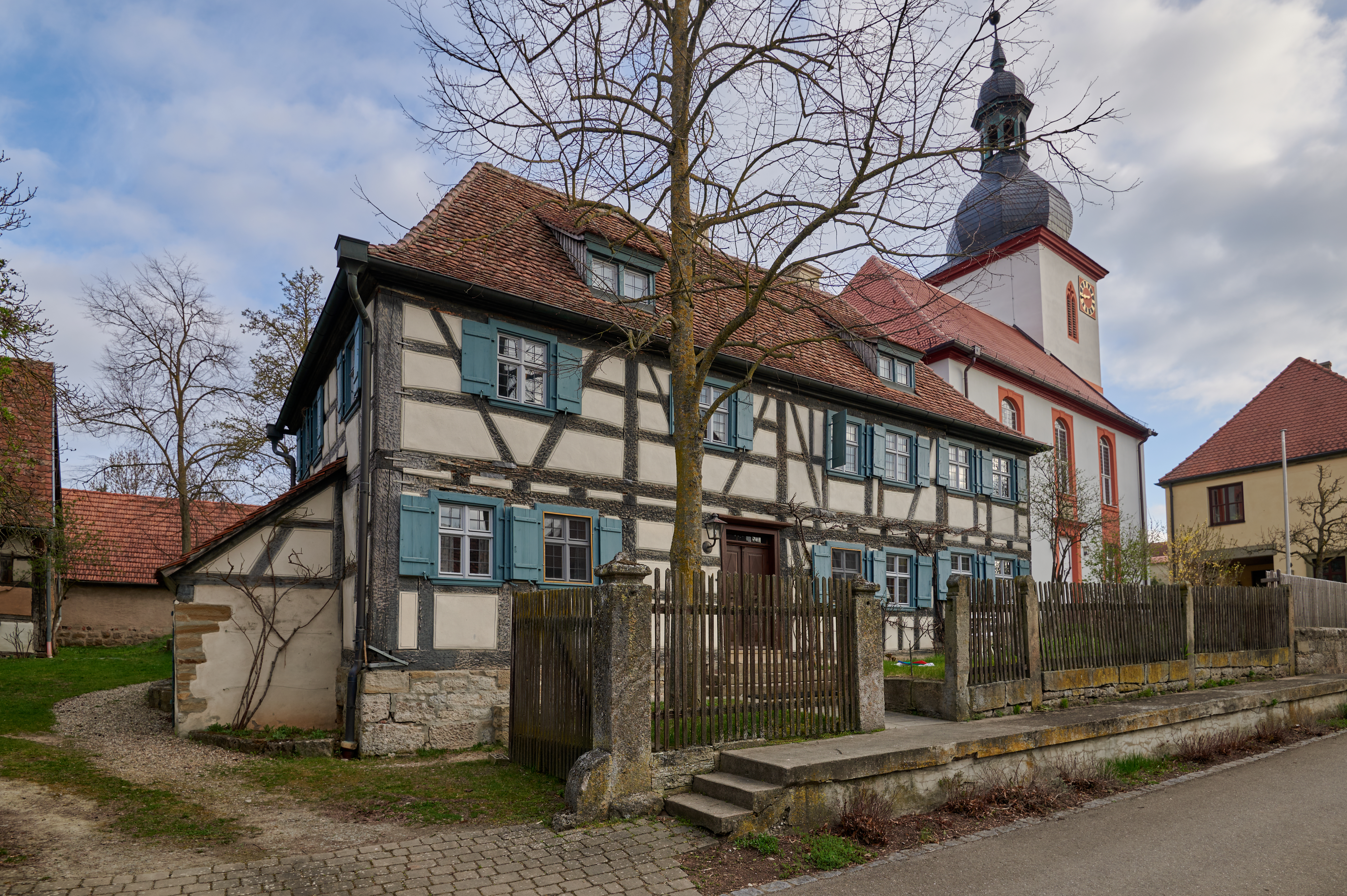
Ehemaliger Pfarrhof

Geckenheim (fränkisch: Gägni)  ist ein Gemeindeteil der Gemeinde Weigenheim im Landkreis Neustadt an der Aisch-Bad Windsheim (Mittelfranken, Bayern). Die Gemarkung Geckenheim hat eine Fläche von 4,946 km². Sie ist in 501 Flurstücke aufgeteilt, die eine durchschnittliche Fläche von 9871,75 m² haben. In ihr liegt neben dem namensgebenden Ort der Gemeindeteil Hasenmühle.

## Lage
Das Kirchdorf liegt auf freier Flur am Mühlbachgraben und Riederbach, die zum Hammerstadelbach zusammenfließen (im Unterlauf Holzbach genannt). Die Kreisstraße NEA 41 führt nach Gollhofen zur Staatsstraße 2419 (3,3 km westlich) bzw. nach Weigenheim (1,6 km östlich). Die Kreisstraße NEA 43 führt nach Reusch (1,9 km nordöstlich) bzw. nach Uffenheim zur Staatsstraße 2256 (2,5 km südlich).

## Geschichte
Der Ort wurde 1155 als „Geckenheim“ erstmals urkundlich erwähnt. Das Bestimmungswort des Ortsnamens ist der Personenname Gacko. Von 1520 bis 1783 unterstand Geckenheim den Herren von Hutten. Ende des 18. Jahrhunderts gab es 24 Anwesen, drei von diesen hatten das Rothenburger Dominikanerkloster als Grundherrn.
Von 1797 bis 1808 unterstand Geckenheim dem preußischen Justiz- und Kammeramt Uffenheim. 1806 kam der Ort an das Königreich Bayern. Mit dem Gemeindeedikt (frühes 19. Jahrhundert) wurde Geckenheim dem Steuerdistrikt Bergtheim zugewiesen. Wenig später entstand die Ruralgemeinde Geckenheim, zu der Frankenberg (als Exklave), Hasenmühle und Julianahof gehörten. Sie war in Verwaltung und Gerichtsbarkeit dem Landgericht Uffenheim zugeordnet und in der Finanzverwaltung dem Rentamt Uffenheim (1919 in Finanzamt Uffenheim umbenannt). Ab 1862 war das Bezirksamt Uffenheim für die Verwaltung der Gemeinde zuständig (1939 in Landkreis Uffenheim umbenannt). Die Gerichtsbarkeit blieb beim Landgericht Uffenheim (1879 in Amtsgericht Uffenheim umbenannt), seit 1973 ist das Amtsgericht Neustadt an der Aisch zuständig. 1964 hatte die Gemeinde eine Gebietsfläche von 12,694 km². Am 1. Juli 1972 wurde Geckenheim im Zuge der Gebietsreform in Bayern nach Weigenheim eingegliedert.

### Baudenkmäler
In Geckenheim gibt es zehn Baudenkmäler:
- Haus Nr. 11, Nr. 33, Nr. 52: Wohnstallhäuser
- Haus Nr. 15: Ehemaliger Pfarrhof mit Scheune
- Haus Nr. 17: Schulhaus
- Haus Nr. 19: St. Georg, evangelische Kirche mit Kirchhofmauer
- Haus Nr. 21: Ehemaliges Frankenbergsches Amtshaus
- Haus Nr. 39: Ehemaliges Gasthaus zum Schwarzen Adler mit Fachwerkscheune
- Friedhofsmauer
- Steinkreuz

### Bodendenkmäler
In der Gemarkung Geckenheim gibt es drei Bodendenkmäler.

### Einwohnerentwicklung
Gemeinde Geckenheim
| Jahr      | 1818   | 1840   | 1852   | 1855   | 1861   | 1867   | 1871   | 1875   | 1880   | 1885   | 1890   | 1895   | 1900   | 1905   | 1910   | 1919   | 1925   | 1933   | 1939   | 1946   | 1950   | 1952   | 1961   | 1970   |
| Einwohner | 314    | 298    | 311    | 305    | 306    | 298    | 318    | 280    | 312    | 277    | 286    | 275    | 283    | 269    | 274    | 290    | 288    | 262    | 228    | 392    | 358    | 313    | 225    | 183    |
| Häuser    | 61     | 53     |        |        |        |        | 53     |        |        | 55     | 53     |        | 58     |        |        |        | 59     |        |        |        | 53     |        | 53     |        |
| Quelle    | [ 10 ] | [ 17 ] | [ 18 ] | [ 18 ] | [ 19 ] | [ 20 ] | [ 21 ] | [ 22 ] | [ 23 ] | [ 24 ] | [ 25 ] | [ 18 ] | [ 26 ] | [ 18 ] | [ 27 ] | [ 18 ] | [ 28 ] | [ 18 ] | [ 18 ] | [ 18 ] | [ 29 ] | [ 18 ] | [ 12 ] | [ 30 ] |

Ort Geckenheim
| Jahr      | 001818 | 001840 | 001861 | 001871 | 001885 | 001900 | 001925 | 001950 | 001961 | 001970 | 001987 |
| Einwohner | 234    | 240    | 234    | 213    | 228    | 216    | 227    | 283    | 191    | 160    | 137    |
| Häuser    | 44     | 41     |        |        | 45     | 46     | 46     | 46     | 44     |        | 36     |
| Quelle    | [ 10 ] | [ 17 ] | [ 19 ] | [ 21 ] | [ 24 ] | [ 26 ] | [ 28 ] | [ 29 ] | [ 12 ] | [ 30 ] | [ 1 ]  |

## Religion
Der Ort ist Sitz der Pfarrei St. Georg und seit der Reformation evangelisch-lutherisch geprägt.